# Cristoforo (generale bizantino)
Cristoforo (in greco Χριστόφορος?; fl. IX secolo) fu il comandante in capo (domestikos tōn scholōn) dell'esercito bizantino negli anni '70 dell'Ottocento e riportò importanti vittorie contro i pauliciani.

## Biografia
Non si sa nulla dell'origine, della data di nascita e della morte di Cristoforo. Le fonti lo identificano come gambros dell'imperatore Basilio I il Macedone (r. 867-886), un termine che di solito significa "genero", ma che può implicare un legame familiare più generale attraverso il matrimonio. Cyril Mango ha ipotizzato che Cristoforo abbia sposato la figlia maggiore di Basilio, Anastasia, ma tutte le figlie dell'imperatore furono alla fine confinate in un convento.
Nell'872 o 878/879, Cristoforo guidò una spedizione contro i Pauliciani di Tephrike (oggi Divriği), comprendente le forze dei themata di Charsianon e Armeniakon. La campagna culminò nella Battaglia di Bathys Ryax, che vide una schiacciante sconfitta dei Pauliciani e la morte del loro capo, Chrysocheir. A questo successo seguì, subito dopo o qualche anno dopo, il saccheggio della capitale pauliciana, Tephrike, e la fine del loro Stato.